# Torri Edwards
Torri Edwards (Fontana, California, 31 de enero de 1977) es una exatleta estadounidense de pruebas de velocidad que competía en los 100 y 200 metros. Fue campeona del mundo en 2003 en 100 metros y medalla de plata en los relevos 4×100 metros en los Juegos Olímpicos de Sídney 2000.

## Carrera deportiva
Edwards empezó a practicar el atletismo en el equipo de su instituto. Era una velocista mediana cuando estaba en la Pomona High School. Posteriormente, Edwards entró la Universidad del Sur de California.
Esa temporada, ganó el título Pac-10 en 100m y 200m con la USC.
La primera gran competición internacional en la carrera deportiva de Torri Edwards fueron los Juegos Olímpicos de Sídney. Acudió allí en sustitución de la infortunada Inger Miller. En las pruebas individuales no obtuvo resultados significativos, fue eliminada en la segunda ronda de los 100 metros y en las semifinales de los 200 metros. La medalla de bronce llegó con el relevo 4 x 100 metros, donde Edwards corrió la segunda posta.
El 2003 fue su mejor año. En marzo, durante el mundial en pista cubierta en Birmingham consiguió el bronce en los 60 metros con un tiempo de 7"17. En julio, en la Golden Gala de Roma, consiguió su mejor marca personal en los 200 m con 22"28.
En agosto, en el mundial al aire libre de París, quedó segunda en los 100 metros y tercera en los 200 m, con victoria en ambos casos de su compatriota Kelli White. Tras la descalificación impuesta a White por dopaje, le fue adjudicado a Edwards el oro en los 100 m y la plata en los 200 m. En los 100 m también hizo su récord personal, 10"93.
En los relevos 4 x 100 el equipo de Estados Unidos era el favorito, incluso sin la presencia de White, el oro, pero Edwards, quien corrió el último relevo del equipo estadounidense, que también integraban Angela Williams, Chryste Gaines y Inger Miller, sufrió la remontada de Christine Arron, que dio el oro a Francia, el país anfitrión. Estados Unidos ganó la plata a pesar de conseguir su récord de la temporada con 41"83, mientras que la victoria francesa hizo 41"78, la mejor marca del mundo de ese año.
En el Campeonato del Mundo en pista cubierta de Budapest 2004, Torri Edwards con 7"16 en los 60 m terminó cuarta, quedando fuera del podio. Más tarde dio positivo en nichetamida, en un control antidopaje realizado el 24 de abril en una reunión en Fort-de-France, Martinica. El 18 de julio de 2004, se le impuso una suspensión de dos años, que le impidió participar en los Juegos Olímpicos de Atenas.
En septiembre de 2005, sin embargo, la Agencia Mundial Antidopaje (AMA) retiró el nichetamida de la lista de sustancias prohibidas y las sanciones impuestas se rebajaron a un año de suspensión. De esta manera, Edwards, que ya había permanecido 15 meses suspendida, fue rehabilitada, volviendo a la competición a principios de 2006.

## Juegos olímpicos de 2008
En la final de los 100 metros, Edwards expresó que durante la salida pensó que había tenido una salida falsa y vaciló, creyendo que los jueces no darían su salida como válida. Edwards terminó en octavo lugar con un tiempo de 11,20, un rendimiento bajo para la velocista estadounidense, que tenía su mejor marca en 10,78.
La segunda decepción llegó con en el relevo 4 × 100 m, cuando el equipo de Estados Unidos dejó caer el testigo en las semifinales por la falta de entendimiento entre Edwards y Lauryn Williams.